# Део (Француска)
Део (фр. Dehault) је насељено место у Француској у региону Лоара, у департману Сарт.
По подацима из 2011. године у општини је живело 278 становника, а густина насељености је износила 30,89 становника/km².

## Демографија
| 1962. | 1968. | 1975. | 1982. | 1990. | 2011. |
| ----- | ----- | ----- | ----- | ----- | ----- |
| 292   | 296   | 268   | 215   | 230   | 278   |